# لوئیز آنتونیو
لوئیز آنتونیو (به پرتغالی: Luiz Antônio Moraes) مهاجم اهل برزیل است که در شهر Getulina و در تاریخ ۳۰ نوامبر ۱۹۷۰ به دنیا آمده‌است.
لوئیز آنتونیو در تیم‌های فوتبال C.A. Bragantino سابقهٔ حضور دارد.